# Нефіла
Нефіла (Nephila Leach, 1815) — рід павуків із родини Павуків-шовкопрядів, розповсюджених у тропічному кліматі по усій Землі. Розміри (включно із розмахом ніг) коливаються від 1 до 2 см у самців та від 3 до 5 см самок. Розміри павутини можуть досягати 1-1,5 м у діаметрі.

## Види
Налічується близько 27-и видів:
- Nephila antipodiana (Walckenaer, 1842)
- Nephila clavata L. Koch, 1878
- Nephila clavipes (Linnaeus, 1767)
- Nephila comorana Strand, 1916
- Nephila constricta Karsch, 1879
- Nephila cornuta (Pallas, 1772)
- Nephila dirangensis Biswas & Biswas, 2006
- Nephila edulis (Labillardière, 1799)
- Nephila fenestrata Thorell, 1859
- Nephila inaurata (Walckenaer, 1842)
- Nephila komaci Kuntner & Coddington, 2009
- Nephila kuhlii Doleschall, 1859
- Nephila laurinae Thorell, 1881
- Nephila pakistaniensis Ghafoor & Beg, 2002
- Nephila pilipes (Fabricius, 1793)
- Nephila plumipes (Latreille, 1804)
- Nephila robusta Tikader, 1962
- Nephila senegalensis (Walckenaer, 1842)
- Nephila sexpunctata Giebel, 1867
- Nephila sumptuosa Gerstäcker, 1873
- Nephila tetragnathoides (Walckenaer, 1842)
- Nephila turneri Blackwall, 1833
- Nephila vitiana (Walckenaer, 1847)

Вид Nephila jurassica жив в юрському періоді, 165 млн років тому, описаний в 2011 році.